# مارك بول
مارك بول (بالإنجليزية: Mark Poole)‏ هو فنان ألعاب أمريكي، ولد في 31 أغسطس 1963.